# Yvon Bourrel
Pour les articles homonymes, voir Bourrel.
Yvon Bourrel, né le 3 décembre 1932 à Vendegies-sur-Écaillon et mort le 18 mai 2024 à Amiens, est un compositeur français.

## Biographie
Né en 1932, rien ne prédisposait particulièrement Yvon Bourrel, ce fils d'instituteur et d'une mère au foyer (ancienne institutrice), à devenir compositeur. Et pourtant, son destin va changer après avoir entendu la Symphonie Pastorale de Beethoven à la radio pendant la guerre. C'est un immense bouleversement qui va susciter en lui une envie insatiable de musique. Quelque dix années plus tard, il étudie la composition avec Darius Milhaud qui l'encourage vivement, et plus brièvement avec Jean Rivier. Cependant, dès 1954, il devient professeur de musique dans l'Éducation Nationale car, s'il est difficile en soi de vivre de la composition, il crée en outre des pièces qui ne sont pas dans l'esprit de la musique contemporaine alors en vogue à partir du milieu des années cinquante.
En effet, sa musique, Y. Bourrel la situe lui-même dans la continuation de Emmanuel Chabrier, Gabriel Fauré ou Jean Françaix mais se rapproche par goût de Martinů, Chostakovitch ou Benjamin Britten, n'abandonnant jamais la tonalité ou la modalité. Elle possède une grande sobriété, servie par un amour du travail bien fait.
Le 9 juin 2022, son nom a été donné à l'école municipale alors fraîchement construite, dans son village natif à Vendegies-sur-Écaillon.

## Esthétique musicale
Ses origines méridionale et nordiste expliquent en partie l’originalité de sa nature, unissant une sensibilité passionnée, portée au rêve et à la contemplation et un esprit fortement organisé, dominant avec aisance les grandes formes du langage musical. Il a fait des études avec Henri Challan (harmonie), Simone Plé-Caussade (contrepoint et fugue), Darius Milhaud et Jean Rivier (composition).
Son œuvre abondante (126 numéros d’opus) porte sur tous les genres de la musique vocale et instrumentale, opéra excepté. Elle est très variée d’inspiration et fut très appréciée par le philosophe et musicologue Vladimir Jankélévitch, grand défenseur de la musique française des XIXe et XXe siècles.

## Catalogue des œuvres

### Œuvres scéniques
Arlequin poli par l’amour, op. 66 (1984) 
Musique de scène (2 fl, 2 hbt, 2 cors, quintette à cordes)

### Œuvres orchestrales

#### Œuvres pour orchestre
- Divertissement pastoral, op. 15 (1964) (1 fl, 1 cl, crd)
- Sérénade pour cordes, op. 32 (1970)
- Symphonie nº1, op. 40 (1974) (2.2.2.2.-4.3.3.1., timb, crd)
- Symphonie nº2 avec ténor ou soprano, op. 52 (1980) (1 fl, 1 cl, crd)
- Symphonie nº3 Da camera, op. 64 (1983) (1 fl, 2 hbt, 1 bn, 2 cors, timb, crd)
- Sarabande pour orchestre à cordes, op. 122 bis (1964) (1 fl, 1 cl, crd)

#### Concertos
- Double concerto pour violon, violoncelle et cordes, op. 28 n°1 (1968)
- Concerto pour piano et cordes, op. 38 (1972)
- Concerto pour flûte et cordes, op. 67 (1985)
- Concerto pour violon et orchestre, op. 71 (1986) (1 fl, 2 hbt, 1 bn, 2 cors, 1 trp, timb, crd)
- Concerto pour hautbois et cordes, op. 84 (1992)
- Concerto de chambre pour piano et huit instruments à vent, op. 90 (1994) 1 fl, 1 htb, 1 cl, 2 trp, 1 cor, 1 trb, 1 tb)
- Concerto grosso pour deux trompettes, un trombone, cordes et percussion, op. 112 (2001)
- Concerto pour violoncelle et orchestre, op. 123 n°1 (2007)
- Concerto pour cor et orchestre à cordes, op. 123 n° 2 (2007)
- Concerto pour harpe et orchestre, op. 124 (2007-2008)
- Concerto pour flûte à bec alto et orchestre à cordes, op. 125 (2009) (célesta et timb. ad lib.)

#### Suites
- Suite en si b pour orchestre d’harmonie, op. 82 (1991)
- Suite en ré pour cuivres, op. 111 (2001)

#### Transcriptions et orchestrations
- Divertimento pour petit orchestre, op. 8 n° 2 (1958)

d’après la Sonate pour deux pianos
(pic, fl, htb, 2 cl, bn, 2 cors, crd)
- Version pour orchestre à cordes du quatuor n° 7, op. 42 (1975)
- Suite d’après le Roi Pinard de Déodat de Séverac, pour petit orchestre sans n° d’opus (1992)

(2 fl(aussi pic), 2 hbt(aussi cor ang), 1 bn, 2 cors, 1 trp, crd)

### Musique de chambre

#### Instrument seul
- Sonate pour violoncelle seul, op. 47 (1978)
- Impromptu pour clavecin, op. 59 (1982)
- Prélude pour guitare, op. 72 (1987)
- Suite pour violon seul, op. 76 n° 2 (1988)

Entrée de Jésus à Jérusalem pour hautbois, sans n° d’opus (1980)

#### Duos avec piano
- Sonate pour clarinette et piano, op. 3 (1953)
- Sonatine pour flûte et piano, op. 4 (1954)
- Suite pour alto et piano nº1, op. 6 (1955)
- Sonate pour saxophone alto et piano, op. 18 (1964)
- Ballade pour violoncelle et piano, op. 35 n°1 (1970)
- Ballade pour trombone et piano, op. 35 n°2 (1970)
- Sonate pour violon et piano, op. 43 (1975)
- Sonate pour violoncelle et piano, op. 44 (1976)
- Sonate pour alto et piano nº2, op. 49 (1979)
- Sonate pour hautbois et piano, op. 55 (1981)
- Sonate pour cor et piano, op. 58 (1982)
- Sonate pour basson et piano, op. 61 (1982)
- Sonate pour flûte et piano, op. 78 (1989)
- Andante et scherzo pour timbales et piano, op. 87 (1993)
- Petite Sonate pour violon et piano, op. 108 (2000)
- Sonate pour flûte à bec alto et piano, op. 126 (2010)

#### Duos divers
- Sonate pour 2 guitares, op. 39 (1974)
- Für kinder (petite suite pour 2 violons ou pour 2 violoncelles), sans n° d'opus (2000)
- Variations sur un Noël ancien pour trompette et orgue, op. 89 bis (2002)

#### Trios
- Trios d'anches, op. 23 (1965)
- Trio pour flûte, violoncelle et piano, op. 28 n°2 (1989), d'après le double concerto pour violon, violoncelle et cordes
- Ballade pour 2 flûtes et harpe, op. 30 (1968)
- Trio pour alto, clarinette et piano, op. 31 (1968)
- Trio pour violon, violoncelle et piano, op. 46 (1976)
- Sérénade pour flûte (ou violon), alto et violoncelle, op. 48 (1980)
- Suite pour violon, clarinette et piano, op. 92 bis (1996), d'après le quatuor avec hautbois
- Trio pour hautbois, basson et piano, op. 100 (1998)

#### Quatuors
Quatuors à cordes
nº1, op. 7 (1955)
nº2, op. 11 (1958)
nº3, op. 12 (1962)
nº4, op. 24 (1966)
nº5, op. 37 (1971)
nº6, Du Roussillon, op. 41 (1976)
nº7, op. 42 (1975)
nº8, op. 65 (1983)
nº9, op. 73 (1987)
nº10, op. 94 (1996)
- Sonate pour cuivres, op. 16 (1964) (2trp, 1cor, 1trb)
- Calendrier, suite pour 4 flûtes, op. 77 (1981)
- Trois préludes et fugues pour 4 saxophones, op. 79bis (1993), d'après l'op. 79 pour piano
- Quatuor pour hautbois et cordes, op. 92 (1995)

#### Quintettes
- Scherzo pour quintette à vent, op. 19 (1964)
- Cinq esquisses pour quintette à vent, op. 22 (1965)
- Variations sur un thème de Rameau pour quintette à vent, op. 50 (1979)
- Variations sur un Noël ancien pour quintette de cuivres, op. 89 (1994) (2trp, cor, trb, tb)
- Petite suite de Noël pour quintette à vent, op. 101 (1998)

#### Sextuor
- Suite en concert Hommage à Marivaux, op. 66bis (1991), d'après la musique de scène (2fl, 1htb, 1vl, 1vlc, 1clv[ou piano])
- Sextuor, op. 105 (2000) (fl, htb, cl, cor, bn, pno)

#### Octuors à vent
- Fantaisie sur des airs du Hainaut, op. 74 (1988)

Version pour orchestre d'harmonie, op. 74bis (2003)
- Octuor à vent, op. 85 (1993)
- Quelques chansons enfantines, op. 96 n°1 (1997)
- Petite suite de Noël, op. 101bis (2005)

#### Dixtuor à vent
Suite languedocienne, op. 54 (1980) (2fl, 2hbt, 2cl, 2cors, 2bn)
Version à 9 avec une seule flûte

### Œuvres pour piano

#### Piano seul
- Sonatine nº1, op. 2 (1952)
- Six bagatelles, op. 9 (1956)
- Variations, op. 17 (1964)
- Vingt-quatre préludes, op. 29 (1968)
- Sonate, op. 53 (1980)
- Trois préludes et fugues, op. 79 (1989) [ou pour orgue]
- Sonatine nº2, op. 99 (1997)
- Quelques pièces pour piano, op. 106 (2000)
- Pour les enfants (transcription de Für kinder), sans nº d'opus (2000)
- Variations sur un thème de Couperin, op. 110 (2001)
- Trois impromptus, op. 116 (2003) (Hommage à Germaine Richer)
- Six Poèmes (d'après des landays), op. 119 (2004)
- Trois pièces pour piano, op. 120 (2004) (Hommage à Colette)
- Deuxième sonate pour piano, op. 121
- Prélude, sarabande et valse, op. 122 (2005)
- Six petites pièces pastorales, op. 1bis (1952)

#### Deux pianos
- Sonate, op. 8 nº1 (1956)
- Perpetuum mobile, op. 25 (1966)

#### Quatre mains
- Suite languedocienne (d'après le Dixtuor), op. 54bis (1980)
- Quelques chansons enfantines, op. 96 n°2 (1997)

### Musique vocale

#### Pour solistes, chœur et orchestre
- Le Cantique des créatures, d'après Saint François d'Assise (S, bar, chœur mixte, 1fl, 2htb[aussi cor ang], 1bn, 2cors, 1trp, crd), op. 62 (1983)
- Ode à Déodat de Séverac (T, fl, hp, chœur, crd), op. 63 (1983)
- Voici le grand Azur... Texte de Francis Jammes, op. 118 (S, B, chœur mixte, chœur d'enfants et orchestre) (2004)
- Cantate Poinsignon (sans opus) (chant, clar, vlc et piano) (2003)
- Requiem (S, Bar, chœur mixte, 3trp, 2trb, timb, crd), op. 86a (1993-94)

Version pour grand orchestre, op. 86b
- Le Mystère de Saint Jean-Baptiste, oratorio sur un texte de Cl. Lepagnez (S, A, T, B, chœur mixte et orchestre d'harmonie), op. 102 (1999-2000)

#### Pour chœur et orchestre
- Dix chantefables pour chant et petit orchestre (1 fl, 1 htb, 1 cl, 1 bn, quatuor à cordes), op.13 bis (1996)
- Dix chantefleurs (1 fl, 1 htb, 1 cl, 1 bn, quatuor à cordes), op. 98 bis
- Messe pour chœur mixte et cuivres (4 cors, 3 trp, 3 trb, 1 tb), op. 70 (1985)
- Culotte verte, le vainqueur du dragon, cantate pour récitant, chœur d'enfants et orchestre d'harmonie sur un conte de Charles Deulin, op. 95 (1997)
- Le Pingouin inélégant, conte pour enfants, pour récitant, chant, piano ou ensemble instrumental (fl, htb, cl, bn et quatuor à cordes), op. 117 (2004), livret de Francesco Rapazzini

#### Pour chant et piano
- Quatre mélodies, poèmes de M.A. Quérel, op. 1 (1951)
- Trois poèmes malgaches, op. 5 (1954)
- Dix chantefables de Robert Desnos, op. 13 (1963)
- Trois mélodies, poèmes de P.J. Toulet, op. 21 (1964)
- Mer noire (R. des Essards), op. 36 (1972)
- Quatre poèmes de G. de Nerval, op. 45 (1977)
- Deux poèmes de C. Evrard, op. 56 (1981)
- Sancta Maria (E.A. Poe), op. 60 (1983)
- Deux poèmes d'Alain Fournier, op. 69 (1986)
- Eldorado (E.A. Poe), op. 75 (1988)
- Tristesse (9 mélodies sur des poèmes de F. Jammes), op. 80 (1990)
- Dix chantefleurs de Robert Desnos, op. 98 (1997)
- Deux poèmes de Louise Labé, op. 107 (2000)
- Deux poèmes de Charles Cros, op. 109 (2001)
- Quatre poèmes de Marie Noël, op. 115 (2003)

#### Divers
- Trois poèmes de l'Offrande lyrique pour voix et ensemble, op. 14 (1963)
- Cinq poèmes du Moyen Âge, cantate de chambre (fl, hbt[aussi cor ang], cl, bn, hp, quatuor à cordes, T ou S)
- Poèmes persans, pour voix, hautbois et cor anglais, orchestre à cordes (ou pour voix et piano), op. 57 n°1 et n°2 (1982)
- Quatre poèmes sur les saisons, pour chant, clarinette et piano, op.81 (1990)
- J'étais gai... (F. Jammes), pour voix, flûte et piano, op. 97 (1997)
- La fontaine de Jouvence, conte musical pour récitant et octuor à vent, op. 103 (1999)
- Petite cantate rustique (ténor ou sop., chœur mixte, fl, cl, vlc et piano), op. 114 (2002)
- Thème varié pour ensemble de hautbois, cors anglais, bassons, cb à cordes et timb., op. 113 (2002)

#### Chœurs a cappella profanes
- Deux poèmes d'Eluard (S.A.T.B.), op. 20 (1964)
- Dix chansons folkloriques françaises (3 voix égales), op. 26 (1966)
- Deux chœurs de Du Bellay (S.A.T.B.), op. 27 (1966)
- Trois poèmes de Ronsard (S.A.T.B.)
- Trois chants a cappella (S.A.T.B.), op. 68 (1985)
- L'inscription sur la grande porte de Thélème (S.A.T.B.), op. 88 (1993)
- Trois fables de La Fontaine (3 voix égalesà, op. 91 (1995)
- Deux poèmes picards (E. David) (S.A.T.B.), op. 93 (1995)
- Choses du soir (V. Hugo), pour chœur de femmes (4 voix), op. 104 (1999)

#### Chœurs a cappella religieux
- Deux psaumes (S.A.B.), op. 10 (1956)
- Missa brevis (3 voix égales : femmes ou enfants), op. 33 (1969)
- Deux motets (S.A.T.B.), op. 83 (1991)

## Études sur Yvon Bourrel
An annotated bibliography of selected repertoire for alto saxophone and piano for developing college-level alto saxophonists, with an analysis of Yvon Bourrel's sonate pour saxophone alto et piano.

## Discographie
- Suite d’après Le Roi Pinard de Déodat de Séverac, sans opus. Orchestre de la Suisse romande, direction Roberto Benzi
- Variations sur un Noël Ancien, op. 89. Karl-Heinz Halder, trompette
- Œuvres pour piano, Betty Hovette
- Sonates, produit par les Amis de la Musique Française